# Arikara (volk)

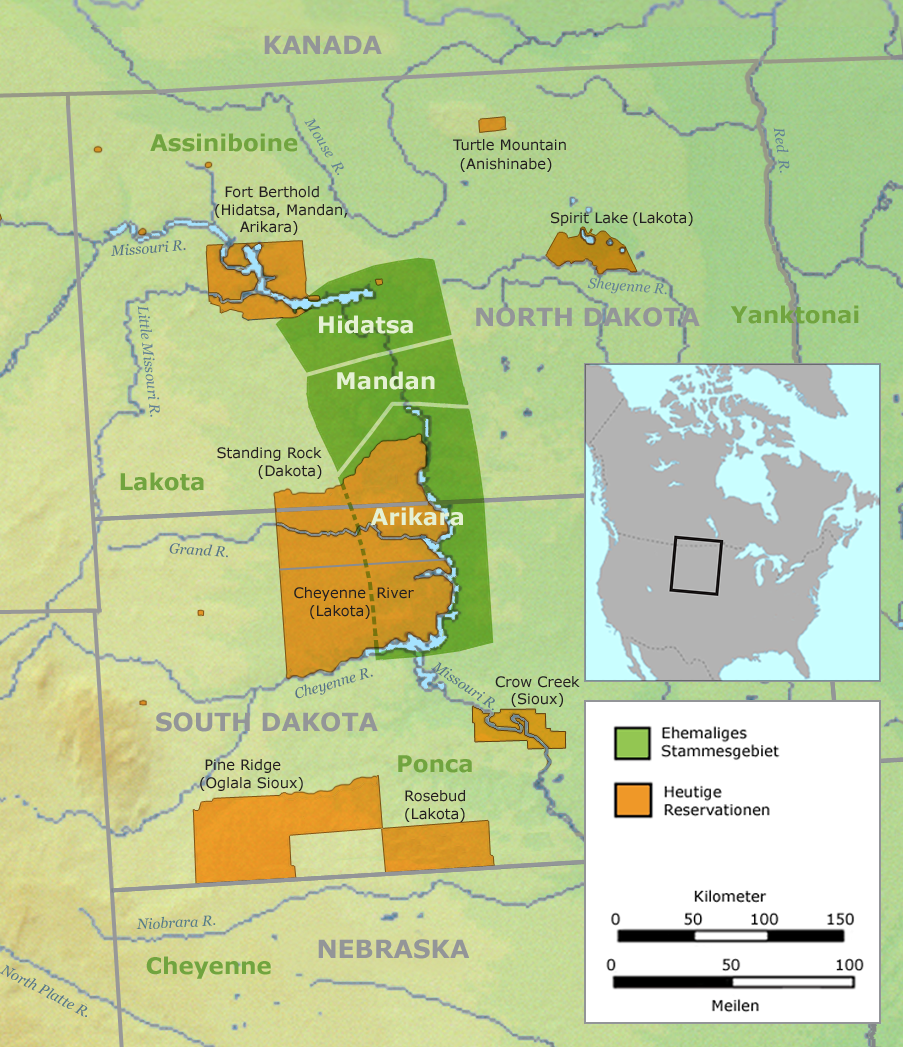
Het gebied van de Arikara en hun buurvolken ten tijde van het eerste contact met blanken.

De Arikara, ook gekend als Sahnish, Arikaree, Ree  of Hundi zijn een indiaans volk dat dat aan de bovenloop van de Missouri in de Amerikaanse staat Zuid-Dakota woonde. Ze spraken Arikara, een Caddotaal. Cultureel gezien behoren ze tot de prairie-indianen. Hun naam Arikara wordt vaak vertaald als "hoornig" of "gewei," verwijzend naar een oude gewoonte van het dragen van gewei-achtige haarversieringen.
De Arikara waren een semi-nomadisch volk. Tijdens het jachtseizoen woonden ze in tipi's en jaagden op bizons, en in het sedentaire seizoen woonden ze in permanente, versterkte dorpen bestaande uit grote, ronde aardlodges. Het belangrijkste gewas dat ze verbouwden was maïs.
Op basis van taalverschillen schat men dat de Arikara zich in de 15e eeuw afsplitsten van de verwante Skidi-Pawnee. In de late 18e eeuw werden de Arikara getroffen door pokkenepidemieën, die de oorspronkelijke bevolking van 10.000-30.000 personen drastisch reduceerden. In de 19e eeuw vochten ze met de Sioux, Mandan en Hidatsa, maar later sloten ze zich bij de Mandan en Hidatsa aan. Anno 2010 zijn er 792 Arikara, die deel uitmaken van de federaal erkende Mandan, Hidatsa & Arikara Nation. Hoewel hun traditionele taal, het Arikara, met uitsterven wordt bedreigd, zijn er inspanningen om het te revitaliseren.